# 美しい国
美しい国（うつくしいくに、英訳: Beautiful Country）は、安倍晋三が2006年の自民党総裁選挙に際して掲げた国家像。安倍は内閣総理大臣就任後、2007年4月に内閣官房の事業として「『美しい国づくり』プロジェクト」を立ち上げた。日本会議が1997年5月の設立時に掲げた一番目の基本方針「美しい伝統の国柄」、国土交通省が2003年7月に発表した「美しい国づくり政策大綱」などが構想の元とされる。

## 沿革

### 自由民主党総裁選挙
1997年5月30日、日本会議の設立大会がホテルニューオータニで開かれた。設立大会で発表された6つの基本運動方針のうち一番目に掲げたのが「美しい伝統の国柄」であった。安倍晋三が内閣官房副長官を務めていた2003年1月、国土交通省は省内に「美（うま）し国づくり委員会」を設置した。11回にわたる議論を重ね、同年7月11日、「美しい国づくり政策大綱」を発表した。
2005年10月31日、第3次小泉改造内閣が発足。安倍は内閣官房長官として初入閣し、ポスト小泉と目されるようになった。
2006年5月24日、安倍は講演で、同年9月20日に予定されていた自由民主党総裁選挙出馬への意欲を示した。同年7月21日、安倍は『美しい国へ』を文藝春秋から新書版で上梓した。
安倍はこのように述べ、岸信介の業績を称えた。靖国神社にA級戦犯が合祀されていることについて「それは国内法で、かれらを犯罪者とは扱わない、と国民の総意で決めたからである」と書き記し、戦争責任者の復権を訴えた。同書は2006年のトーハンの総合ベストセラーで17位を記録し、海外（米国・中国・韓国・台湾）でも発売が企画された。
同年9月1日、安倍は正式に総裁選出馬を表明した。また同時に、「美しい国、日本」と題した政策集を発表し、同党所属の国会議員に配布すると共に、一般国民に対しても広く公開した。
同年9月9日、安倍、麻生太郎、谷垣禎一ら3候補者の所信発表演説会が開かれる。安倍は「未来の子供たちが日本という国に生まれたことを誇りに思える、美しい国、日本をつくっていくために、全力を傾けることをお誓い申し上げます」と述べた。
同年9月20日、議員票と党員票の算定の結果、安倍が総裁に選出された。

### 第1次安倍内閣
2006年9月26日、第1次安倍内閣が成立。同日、安倍は記者会見を開き、自身の内閣を「美しい国創り内閣」と呼んだ。
同年9月29日、安倍は所信表明演説で「日本を、世界の人々が憧れと尊敬を抱き、子供たちの世代が自信と誇りを持てる『美しい国、日本』とする」と述べた。
2007年1月26日、安倍は施政方針演説で「我が国の理念、目指すべき方向、日本らしさについて、我が国の叡智を集め、日本のみでなく世界中に分かりやすく理解されるよう、戦略的に内外に発信する新たなプロジェクトを立ち上げる」と述べた。当該事業は「『美しい国づくり』プロジェクト」と名付けられた。
同年3月30日、首相官邸は、プロジェクトの企画・審議を行う「『美しい国づくり』企画会議」を開催し、会議の庶務は、内閣官房に設置する「『美しい国づくり』推進室」が担うと発表した。
同年4月3日、第1回「『美しい国づくり』企画会議」が開催され、「『美しい国づくり』プロジェクト」がスタートした。企画会議の構成メンバーは内閣官房長官の与謝野馨、内閣総理大臣補佐官（広報担当）の世耕弘成、各界の有識者12人。選ばれた有識者は座長平山郁夫のほか、山内昌之、石井幹子、井上八千代、岡田裕介、荻野アンナ、川勝平太、庄山悦彦、田中直毅、中西輝政、弘兼憲史、松永真理。安倍が総裁選時に掲げたスローガン「美しい国、日本」は「世界に信頼され、尊敬され、愛される、リーダーシップのある国」と定義された。美しい国づくりプロジェクトは公式サイトで「『美しい国、日本』は、私たち一人ひとりの中にあります。だからこそ、この『美しい国、日本』を、私たち一人ひとりが創り、そして誇りをもって伝えていきたいと考えています」と宣言した。
同年4月20日、「美しい国づくり」推進室はプロジェクトの第一弾として、「美しい日本の粋（すい） ～伝えたい私たちの美しさ～」の公募を開始。公募の内容は以下のとおり。
同年5月30日に第2回の企画会議が行われるが、会議は以上で終了した。
同年6月19日、政府は、内閣府経済財政諮問会議が取りまとめた『経済財政改革の基本方針2007――「美しい国」へのシナリオ』（いわゆる「骨太の方針2007」）を閣議で決定した。この副題は安倍が自ら命名したものであったが、経済財政諮問会議の審議の席上では丹羽宇一郎・伊藤隆敏・八代尚宏らから異論が挙がった。内閣府特命担当大臣（経済財政政策）の大田弘子が安倍の案を提示したところ、丹羽は「『「美しい国」へのシナリオ』はどうもぴんとこない」と述べ、伊藤は「『シナリオ』と言うと、我々の主体的な働きかけの意味合いが弱い」と述べた、八代は「伊藤議員が言われたような『成長戦略』という言葉が大事だと思う」と述べた。尾身幸次、御手洗冨士夫らはこの案に賛意を示し、最終的には安倍の当初案どおりに命名された。
同年7月の第21回参議院議員通常選挙に際しての全国遊説で、安倍は「美しい国」の理念を訴えるが、一部の自民党候補者から「意味がよく分からない」「絵に描いたような『美しい国日本』」などの批判を受けた（後述）。

### 安倍首相退陣
2007年9月12日、安倍は記者会見を開き、正式に首相辞任の意向を表明した。安倍内閣の総辞職が予想されたため、安倍の指示を待たず同年9月21日付で自主的に解散し、プロジェクトは終了した。会議開催や事務所設置などで費やされた経費は4900万円であった。後任の内閣総理大臣である福田康夫は、経費について質問され「会議をやっただけでそれだけというのはちょっと高すぎる。高すぎるということは無駄だということだ」と指摘した。
同年12月7日、安倍は自身の政権での「美しい国づくり」を振り返り「美しい国づくりは道半ばだが、礎をつくることはできたと思う。一議員として初心に戻り、新しい国づくりに向けて全力を尽くしてゆきたい」と発言した。
2011年12月6日、一般社団法人日本経済人懇話会の青年部「青年真志塾」は、翌年9月の自民党総裁選を見据え、「強い『経済』、美しい国『日本』」と題するシンポジウムを永田町の星陵会館で開催。安倍は同シンポジウムで基調講演を務めた。阿部正寿が所長を務める世界戦略総合研究所が共催者として名を連ね、「青年真志塾」幹事長の小川榮太郎が全体を取り仕切った。
2012年12月26日、第2次安倍内閣が成立し、安倍は再び首相になった。翌2013年1月21日、安倍は『美しい国へ』の“完全版”と称する『新しい国へ 美しい国へ』を文藝春秋から上梓した。

## 世論調査
内閣府がまとめた世論調査によると、今の日本を「美しい」とする人は半数を超えている。一方、「美しくない」とする人は43%であった。
また、「日本の美しさとは何か」に関するアンケート調査結果（複数回答可）は以下のとおりであった。
1. 山や森などの「自然」：80.0％
2. 伝統工芸などの「匠（たくみ）の技」：58.5％
3. 田園・里山などの「景観」：52.8％
4. 歌舞伎・祭りなどの「伝統文化」： 50.8％

## 類似するものなど
- 2004年12月、統一教会（現・世界平和統一家庭連合）の関係者は、日本統一教会初代会長の久保木修己の遺稿集『美しい国 日本の使命』を世界日報社から出版した[39]。この遺稿集と安倍の『美しい国へ』との類似性が指摘されている[40][22]。なお、久保木と安倍の親族とのつながりは祖父の岸信介の時代から続いている。1973年4月8日、渋谷区の統一教会本部で久保木は岸を信者に紹介し、岸は講演を行った[41]。同年11月23日、文鮮明と韓鶴子が統一教会本部を訪問した際、文と岸は長時間にわたり会談し[42]、久保木も同席した。1986年7月14日に安倍晋太郎は清和政策研究会の会長に就任[43]するが、1989年7月4日、文は韓国で行った説教で「国会内で教会をつくる」「自民党の安倍派などを中心にして、久保木を中心に、超党派的に原理教育をした議員たちを結成し、その数を徐々に増やしていかないといけない」と述べた[44][45][46][47]。

- 2005年3月、安倍と同じく清和政策研究会に所属する町村信孝は『保守の論理―「凛として美しい日本」をつくる』を上梓した[48]。

- 2006年、ジャーナリストの松田賢弥は、「美しい国」それ自体が、河野洋平が自由民主党総裁を務めた当時、小沢一郎の「普通の国」構想への対抗として打ち出した「美しい国」論を換骨奪胎したものに過ぎず、「パクリ」であると述べた[49]。

- 2007年、晋友会合唱団はCD『美しい国、日本』を発表した[50]。

- 第1次安倍内閣 (改造)にて内閣官房長官を務めた与謝野馨によれば、第43回衆議院議員総選挙にて与謝野が掲げたマニフェストのタイトルに「美しい国」の概念が含まれていることから、「『美しい国』というのを最初に使った」[51]のは与謝野であると自ら指摘している。

## 評価
- 安倍の提示する国家像や政治姿勢に反発する民主党所属の山口壯衆院議員（のち2013年に自民党に復党）は弁護士・大山勇一作の回文「憎いし、苦痛!　『美しい国』」を引用し[52][53][54][55]、2006年10月13日衆院本会議にて「美しい国」を逆さ読みして「ニクイシクツウ（憎いし、苦痛）」と揶揄した。格差が拡大し、自殺者が3万人を超す状態が1999年から10年も続き[56]、しかも状況が何ら改善されないなどの社会の現実（交通死亡事故でさえ年間犠牲者が1万人を超えたら大問題になるのにその3倍）、閣僚の相次ぐ失態、年金問題への対応の失敗[57]等々、安倍政権下の政治現実を批判する立場からは「美しい」という言葉と現実社会との隔たりとが逆に意識される結果となっている[58]。

- 2007年7月1日、安倍は、参院選に向けた高知県選挙区現職の田村公平の決起集会で、集まった聴衆に対し「美しい国」の理念や自民党の政策を訴えた[31]。同月16日、田村は、高知市内で行われた参院選の演説会で、「美しい国」について「意味がよく分からない」と指摘した。また、安倍の高知入りの予定について触れ、「（選挙を）心配するなら予算という名の銭をもってこいと言いたい。そうではなくて、絵に描いたような『美しい国日本』で応援に来られて、適当なことを言われたら、ばかにしているのかと思ってしまう」と述べた。これを受け同月19日、安倍は高知県への遊説を見送ることを決定した。同月20日、安倍は四国入りするが、徳島、香川、愛媛三県だけで応援演説した[32]。

- 憲法学者の小林節は、「法律による統治」など法学では誤用と見なされる初歩的なミスが多いと指摘。憲法改正を志す適性に欠けるとして[59]、安倍内閣が憲法改正に手を付けることは反対を表明するなど批判している。

- 小林よしのり・宮台真司は、教育面では愛国心を強調する一方、経済面では支持団体である経団連をはじめとした財界のトップが、「法人税を上げたら企業が海外に逃げる」と言う主張の二重基準ぶりを指摘している[60]。

- 塩野七生は、「『美しい国』のような客観的な基準になり得ない指針を掲げても、それは自己満足に過ぎない」と批判し、「情緒的な言葉を使うより、具体的な指針を掲げるべき」と述べた[61]。